# Nerius purpusianus
Nerius purpusianus är en tvåvingeart som först beskrevs av Günther Enderlein 1922.  Nerius purpusianus ingår i släktet Nerius och familjen Neriidae. Inga underarter finns listade i Catalogue of Life.